# Saint-Pierre-la-Vieille
Saint-Pierre-la-Vieille település Franciaországban, Calvados megyében. Lakosainak száma 333 fő (2018. január 1.). Saint-Pierre-la-Vieille Cauville, La Chapelle-Engerbold, Lénault, Périgny, Le Plessis-Grimoult, Pontécoulant, Saint-Lambert, Saint-Vigor-des-Mézerets, La Villette és Proussy községekkel határos.

## Népesség
A település népessége az elmúlt években az alábbi módon változott:
| Lakosok száma | 396  | 350  | 385  | 351  | 363  | 359  | 365  | 351  | 339  | 333  |
|               | 1962 | 1968 | 1982 | 1990 | 2006 | 2008 | 2011 | 2013 | 2017 | 2018 |